# Középfölde históriája
A Középfölde históriája (eredetileg The History of Middle-earth) egy 12 kötetes könyvsorozat, melyet Christopher Tolkien állított össze apja munkái alapján. A sorozat bemutatja Tolkien mitológiájának fejlődését, változásait a kezdeti koncepción (Anglia mitológiája) keresztül A szilmarilok, A hobbit illetve A Gyűrűk Ura megalkotásáig.

## Tartalma
A könyvek egy része egy, már korábban megjelent mű egyik kezdeti (sok esetben alternatív és eltérő) változatából áll, míg néhányuk teljesen új, kiadatlan történeteket tartalmaz.
Az első öt kötet A szilmarilok korábbi változataiból és az egyéb, hozzá kapcsolódó szövegrészekből áll. A hatodiktól a kilencedikig A Gyűrűk Ura fejlődését beszéli el, míg a tizedik és tizenegyedik könyv visszatér A Szilmarilok anyagához. A tizenkettedik A Gyűrűk Ura függelékeinek létrejöttét és a Tolkien utolsó éveiből származó írásokat foglalja magába. Létezik egy utolsó, 13. kötet is, ami a sorozat név- és tárgymutatóját tartalmazza. Ezt kiegészítésképp adták ki 6 évvel a sorozat befejezése után.

## Kötetei
A könyvek közül korábban csak az első kettő jelent meg magyar nyelven, 1996-ban. 2017-től a Helikon Kiadó sorrendben kiadja az összes kötetet, a korábban megjelent Tolkien-művekhez igazodó borítóval.
Az alábbi listában zárójelben a könyvek eredeti címe és kiadási dátuma szerepel.
1. Az elveszett mesék könyve I (The Book of Lost Tales 1 – 1983, magyar megjelenés: 1996, 2017)
2. Az elveszett mesék könyve II (The Book of Lost Tales 2 – 1984, magyar megjelenés: 1996, 2017)
3. Beleriand dalai (The Lays of Beleriand – 1985, magyar megjelenés: 2018. szeptember 21.)
4. Középfölde formálása (The Shaping of Middle-earth – 1986, magyar megjelenés: 2020. június 12.)
5. Az Elveszett Út és más írások (The Lost Road and Other Writings – 1987, magyar megjelenés: 2021. november 9.)
6. A homály visszatér (The Return of the Shadow – 1988, magyar megjelenés: 2022. november 29.)
7. Vasudvard árulása (The Treason of Isengard – 1989, magyar megjelenés: 2024. május 29.)
8. A Gyűrűháború (The War of the Ring – 1990, magyar megjelenés: 2025. szeptember 8.)
9. Sauron veresége (Sauron Defeated – 1992, magyar megjelenés: 2024)
10. Morgoth gyűrűje (Morgoth's Ring – 1993: magyar megjelenés: 2024)
11. Az Ékkőháború (The War of the Jewels – 1994: magyar megjelenés: 2024)
12. Középfölde népei (The Peoples of Middle-earth – 1996, magyar megjelenés: előkészületben)
13. Középfölde históriája: Index (The History of Middle-earth: Index – 2002)

## Fordítás
- Ez a szócikk részben vagy egészben  a   The History of Middle-earth című angol Wikipédia-szócikk fordításán alapul.  Az eredeti cikk szerkesztőit annak laptörténete sorolja fel. Ez a jelzés csupán a megfogalmazás eredetét és a szerzői jogokat jelzi, nem szolgál a cikkben szereplő információk forrásmegjelöléseként.